# Xã Franklin, Quận Union, Arkansas
Xã Franklin (tiếng Anh: Franklin Township) là một xã thuộc quận Union, tiểu bang Arkansas, Hoa Kỳ. Năm 2010, dân số của xã này là 2.184 người.